# Alexey Arkhipovsky
Alexey Vitalyevich Arkhipovsky (também escrito como Arhipovskiy, em russo:  Алексей Витальевич Архиповский; nascido em 15 de maio de 1967) é um musicista russo de balalaica da atualidade.

## Vida pessoal
Alexey Arkhipovsky nasceu em 1967 na cidade de Tuapse, Krasnodar Krai, Rússia SFSR, União Soviética. Seu pai era apaixonado por música e tocava garmon e acordeão. Aos nove anos, Arkhipovsky começou a ter aulas de balalaica em uma escola de música. Em 1982, ele ingressou no Gnessin State Musical College, o departamento de instrumentos folclóricos, e estudou a balalaica sob Valery Zazhigin.

## Carreira musical

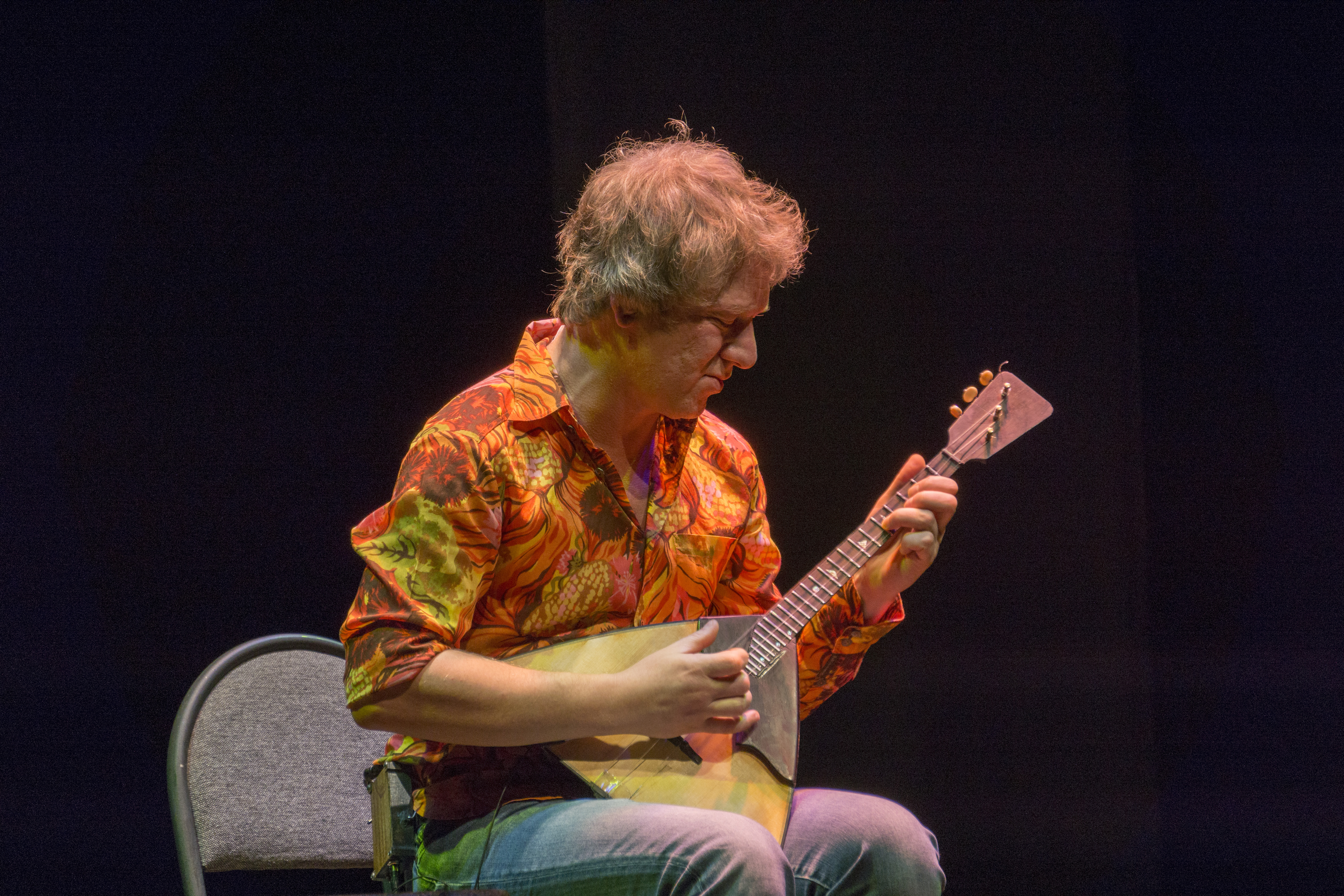
Arkhipovsky se apresentando em 2014

Em 1985, Arkhipovsky tornou-se laureado no Concurso de Executores de Instrumentos Folclóricos na Rússia. Após concluir seus estudos, ele se juntou à Orquestra Folclórica de Smolensk como solista de balalaica. A partir de 1998, ele viajou pela Rússia e no exterior com o Conjunto Acadêmico Estatal "Rossiya", dirigido por Lyudmila Zykina.
A partir de 2002, ele cooperou com Stas Namin, músico, compositor e produtor musical. Como solista, Alexey Arkhipovsky participou de festivais de cultura russa nos Estados Unidos, China, Coréia do Sul, Alemanha, França, Espanha e Bulgária. Ele participou de festivais de jazz na Rússia e no exterior, em programas de rádio e TV.
Em 2004, o New York Times observou que o solo de balalaica de Alexei Arkhipovsky no Russian Nights Festival, que durou uma semana, estava cheio de impressionante ironia e virtuosismo. Em agosto de 2006, o diário holandês « De Volkskrant » comentou sobre Arhipovsky participando da Jazz Zomer Fiets Tour em Groningen : “Arhipovsky é uma mistura de deuses da guitarra como Jeff Beck e Steve Vai e isso em um instrumento folk tradicional triangular e com três cordas. Sua técnica respira; seu som é todo espaçoso. A expressividade cintilante na interpretação de melodias tradicionais coloca seus dentes no limite”.
Em 2009, ele foi convidado a participar da cerimônia de abertura da segunda semifinal do Eurovision Song Contest, em Moscou.
As reações ao seu desempenho incluíram comparações com Niccolò Paganini, mas com uma abordagem de Pat Metheny.

## Discografia original
- Álbum de DVD “Alexey Arhipovsky” 2009